# Thoracibidion franzae
Thoracibidion franzae är en skalbaggsart som beskrevs av Martins 1968. Thoracibidion franzae ingår i släktet Thoracibidion och familjen långhorningar.
Artens utbredningsområde är Venezuela. Inga underarter finns listade i Catalogue of Life.